# Jie Čchün
Jie Čchün (čínsky pchin-jinem Yè Qún, znaky zjednodušené 叶群, tradiční 葉群; * 2. prosince 1917 – 13. září 1971) byla čínská komunistická politička, manželka Lin Piaa. Politický význam získala v letech kulturní revoluce, kdy se stala členkou a předsedkyní skupiny pro kulturní revoluci v armádě, členkou pracovní skupiny ústřední vojenské komise Komunistické strany Číny (od 1967) a členkou politbyra ústředního výboru KS Číny (od 1969). Zahynula se svým manželem na útěku z Číny.

## Život
Jie Čchün, vlastním jménem Jie I-ťing (čínsky pchin-jinem Yè Yíjìng, znaky zjednodušené 叶宜敬, tradiční 葉宜敬) se narodila 2. prosince 1917 v Pekingu, její rodina pocházela z Fu-ťienu. Navštěvovala střední školu přidruženou k Pekingské pedagogické univerzitě, aktivně se účastnila protijaponských demonstrací pekingských studentů v prosinci 1935. Na počátku druhé čínsko-japonské války se krátce připojila k jedné z kuomintangských mládežnických organizací. Později odešla do Jen-anu, studovala na Antijaponské vojenské a politické univerzitě a v roce 1938 vstoupila do Komunistické strany Číny.
V Jen-anu byla počítána mezi „osm jenanských krásek“. V roce 1942 se seznámila s Lin Piaem a roku 1943 se za něj provdala, jako jeho třetí manželka. Měli dvě děti: dceru Lin Li-cheng (林立恒) a syna Lin Li-kuoa (林立果, 1945–1971).
Během čínské občanské války působila jako štábní důstojnice, sekretářka, překladatelka a na dalších pozicích ve štábech jednotek Lidové osvobozenecké armády. Po založení Čínské lidové republiky v roce 1949 převzala roli Lin Piaovy sekretářky. Od té doby se začala aktivně podílet na politické činnosti. Působila jako zástupkyně ředitele odboru všeobecného vzdělávání v rámci ministerstva školství. Později působila jako zástupkyně ředitele šanghajského městského úřadu pro vzdělávání a zástupkyně ředitele úřadu pro vzdělávání v Kantonu.
V roce 1960 se z Kantonu vrátila do Pekingu a nastoupila jako vedoucí Lin Piaova sekretariátu. Po Lin Piaově zdravotním kolapsu roku 1962 ji Mao Ce-tung povzbuzoval k převzetí více odpovědnosti, tak kromě vedení sekretariátu Lin Piaa začala působit i jako prostředník mezi ním a ostatními členy vedení strany a armády. Koncem roku 1965 pomáhala Lin Piaovi při svržení jeho protivníka Luo Žuej-čchinga, náčelníka generálního štábu Čínské lidové osvobozenecké armády. Od začátku roku 1967 byla nejprve členkou skupiny pro kulturní revoluci v armádě a později místopředsedkyní této skupiny. Kromě toho byla jmenována (na doporučení Čou En-laje) jedním ze čtyř zakládajících členů pracovní skupiny ústřední vojenské komise, která od srpna 1967 převzala řízení ozbrojených sil, v tomto období se těšila privilegovanému přístupu k Mao ce-tungovi. V dubnu 1969 byla na IX. sjezdu KS Číny zvolena členkou ústředního výboru a i politbyra, čímž se spolu s Ťiang Čching stala první čínskou ženou, která dosáhla takto odpovědné politické funkce.
Během kulturní revoluce se vystupňovalo napětí mezi Ťiang Čching a Lin Piaovou frakcí, přestože Jie Čchün vzájemné vztahy zklidňovala. Podle stranických dokumentů to byla právě Jie Čchün, kdo počátkem roku 1971 požádal Lin Li-kua, aby v rámci plánu známého jako Projekt 571 zavraždil Mao Ce-tunga během jeho cesty do Šanghaje (aniž by o tom věděl Lin Piao). Pokus se nezdařil, protože Mao náhle změnil své plány a večer 12. září se vrátil do Pekingu. To vedlo Jie Čchün k přesvědčení, že plán byl odhalen. Jie Čchün, Lin Li-kuo a Lin Piao se proto rozhodli uprchnout, ale jejich dcera Lin Li-cheng prozradila jejich plán útěku premiérovi Čou En-lajovi.
Pravděpodobně v obavě ze ztráty času uprchli 13. září 1971 v letadle Hawker Siddeley Trident čínského vojenského letectva z letiště Čchin-chuang-tao Šan-chaj-kuan. V časové tísni nenatankovali dostatečné množství paliva, na palubě chyběl navigátor i radista. Letadlo mířilo z Pekingu na severozápad do Sovětského svazu, zřítilo se na půl cestě v Mongolsku a všichni na palubě zahynuli.
Po smrti Lin Piaa a jeho nejbližších čínské vedení reagovalo čistkami v ozbrojených silách, jejichž obětí se stali generálové blízcí Lin Piaovi. Jie Čchün byla 20. srpna 1973 ústředním výborem oficiálně posmrtně vyloučena ze strany, roku 1981 ji v procesu s přeživšími stoupenci Lin Piaa Nejvyšší lidový soud potvrdil jako „hlavní vůdkyni kontrarevoluční skupiny Lin Piaa“.